# 大阪市電西道頓堀天王寺線
大阪市電西道頓堀天王寺線（おおさかしでん にしどうとんぼりてんのうじせん）は、桜川二丁目駅 - 天王寺西門前駅間を結んでいた大阪市電の路線。

## 路線概要
- 起点：桜川二丁目駅
- 終点：天王寺西門前駅
- 軌間：1435mm
- 架線電圧：600V

## 沿革
- 1909年（明治42年）
  - 4月1日：恵美須町駅 - 天王寺公園前駅間を開業。
  - 12月21日：天王寺公園前駅 - 天王寺西門前駅間を延伸開業。
- 1915年（大正4年）1月8日：桜川二丁目駅 - 恵美須町駅間を延伸開業。
- 1937年（昭和12年）10月：南海鉄道高架化に伴う上下切替で、戎神社前駅付近の跨線橋部分を地平化。
- 1944年（昭和19年）6月1日：戦時体制下の終日急行運転実施のため赤手拭稲荷前駅、立葉町駅、西浜町駅、戎神社前駅、天王寺公園前駅を廃止。
- 1946年（昭和21年）ごろ：芦原橋駅を復活。
- 1947年（昭和22年）7月25日：天王寺公園前駅を復活。
- 1948年（昭和23年）7月1日：立葉町駅を復活。
- 1950年（昭和25年）5月15日：戎神社前駅を復活。
- 1952年（昭和27年）5月1日：勘助町駅を復活。
- 1953年（昭和28年）11月20日：赤手拭稲荷前駅を復活。
- 1968年（昭和43年）10月1日：全線廃止。

## 駅一覧
| 駅名           | キロ程 | 接続路線                                         |
| -------------- | ------ | ------------------------------------------------ |
| 桜川二丁目駅   | 0.0    | 大阪市電；九条高津線、桜川中之島線               |
| 赤手拭稲荷前駅 | 0.4    |                                                  |
| 立葉町駅       | 0.6    |                                                  |
| 芦原橋駅       | 1.0    | 大阪市電：阪堺線                                 |
| 勘助町駅       | 1.6    |                                                  |
| 大国町駅       | 2.0    | 大阪市電：難波木津線                             |
| 戎神社前駅     | 2.3    |                                                  |
| 恵美須町駅     | 2.7    | 大阪市電：南北線、霞町線                         |
| 天王寺公園前駅 | 3.1    |                                                  |
| 天王寺西門前駅 | 3.5    | 大阪市電：上本町線、天王寺阿倍野線、天王寺大道線 |

- 1959年（昭和34年）7月当時

### 廃駅
- 西浜町駅（芦原橋駅 - 勘助町駅間）：1944年（昭和19年）6月1日廃止。

## 系統
1系統・7系統・29系統・30系統・31系統が走っていた。